# Insônia (livro)
Insônia é um livro de contos de Graciliano Ramos que foi publicado em 1947, pela Editora José Olympio, reunindo 13 contos:

## Contos
- "Insônia"
- "Um Ladrão"
- "O Relógio do Hospital"
- "Paulo; Luciana"
- "Minsk"
- "A prisão de J. Carmo Gomes"
- "Dois dedos"
- "A testemunha"
- "Ciúmes"
- "Um Pobre-diabo"
- "Uma Visita"
- "Silveira Pereira"

Com exceção de Uma visita, Luciana e A testemunha, todos os textos já haviam sido publicados na coletânea Dois dedos, de 1945.